# Jerzy Lis
Jerzy Lis (ur. 29 października 1954 w Trzcianie) – polski profesor nauk technicznych Akademii Górniczo-Hutniczej w Krakowie, w latach 2016–2020 prorektor ds. współpracy AGH, od 2020 rektor AGH. Członek rzeczywisty PAN.

## Życiorys
W 1973 ukończył I Liceum Ogólnokształcące w Rzeszowie.
Z Akademią Górniczo-Hutniczą związany od 1973, kiedy rozpoczął studia na Wydziale Inżynierii Materiałowej i Ceramiki, na kierunku inżynieria materiałowa. Studia ukończył z wyróżnieniem w 1978. Stopień doktora nauk technicznych uzyskał w 1986 (dyscyplina inżynieria materiałowa), doktora habilitowanego w 1995, zaś tytuł profesora nauk technicznych w 2000.
Pracownik AGH od 1978. Początkowo zatrudniony na WIMiC w Katedrze Nauki o Materiałach i Ceramiki Specjalnej jako asystent, następnie od 1986 jako adiunkt, a od 1996 jako profesor nadzwyczajny. W latach 1989–1991 przebywał w Stanach Zjednoczonych, gdzie był pracownikiem naukowym na University at Buffalo (Buffalo).
Odbył także krótsze staże zagraniczne:
- Technische Universität Bergakademie Freiberg (Niemcy),
- Technische Universität Clausthal (Niemcy),
- Rheinisch-Westfälische Technische Hochschule Aachen (Niemcy),
- École nationale supérieure de céramique industrielle (Francja),
- Uniwersytet Osakijski (Japonia)
- Alfred University (Hrabstwo Allegany (Nowy Jork), USA),
- Instytut Makrokinetyki Rosyjskiej Akademii Nauk (Rosja).

W latach 2002–2012 był kierownikiem Katedry Technologii Ceramiki i Materiałów Ogniotrwałych WIMiC AGH, a od 2005 jest zatrudniony na stanowisku profesora zwyczajnego. Od 1996 przez dwie kolejne kadencje był prodziekanem, a w latach 2002–2005 dziekanem Wydziału Inżynierii Materiałowej i Ceramiki. W latach 2005–2012 pełnił funkcję prorektora ds. Współpracy i Rozwoju Akademii Górniczo-Hutniczej. W latach 2012–2016 dziekan Wydziału Inżynierii Materiałowej i Ceramiki. W 2016 ponownie został wybrany na stanowisko prorektora ds. Współpracy AGH.
W 2020 został wybrany na stanowisko rektora AGH na kadencję 2020-2024, a w 2024 na kadencję 2024-2028.
Członek World Academy of Ceramics, prezydium Oddziału Krakowskiego PAN, Polskiego Towarzystwa Ceramicznego i Polskiego Towarzystwa Mikroskopii. Przewodniczący Rady Nadzorczej Krakowskiego Centrum Innowacyjnych Technologii INNO AGH oraz wiceprzewodniczący Rady Nadzorczej Krakowskiego Parku Technologicznego. W latach 2005–2011 był prezesem Polskiego Towarzystwa Materiałoznawczego. Przewodniczący Komisji ds. Współpracy Międzynarodowej Konferencji Rektorów Akademickich Szkół Polskich w kadencji 2020-2024.
Za działalność w licznych naukowych towarzystwach zagranicznych otrzymał tytuł „Fellow of the European Ceramic Society” oraz prestiżową nagrodę „The Bridge Building Award” od The American Ceramic Society.
W dorobku naukowym ma ponad 320 publikacji, 5 monografii (w tym 2 książki akademickie), 143 referatów wygłoszonych na konferencjach (125 międzynarodowych) oraz 11 patentów. Był i jest kierownikiem 12 projektów badawczych KBN i MNiSW (5 promotorskich), głównym wykonawcą 16 innych projektów krajowych i 3 międzynarodowych, kierownikiem 5 prac w ramach działalności statutowej AGH oraz licznych projektów badawczych zleconych przez zakłady przemysłowe.
Tematyka badawcza: inżynieria materiałowa i technologia chemiczna ze specjalnością materiałów ceramicznych, w tym: spiekanie tworzyw ceramicznych, ceramika zaawansowana węglikowa i azotkowa, specjalne techniki otrzymywania tworzyw, zwłaszcza metoda samo rozwijającej się syntezy wysokotemperaturowej SHS oraz technologia produkcji ceramiki użytkowej.

## Odznaczenia i wyróżnienia
- Krzyż Kawalerski Orderu Odrodzenia Polski (2019)[5]
- Odznaka Honorowa Zasłużonego dla Bezpieczeństwa w Górnictwie (2023)[8]
- Medal Komisji Edukacji Narodowej[7]
- Nagroda Przewodniczącego IV Wydziału PAN[7]
- Medal im. T. Sendzimira Stowarzyszenia Polskich Wynalazców i Racjonalizatorów[7]
- Nagroda Ministra Edukacji Narodowej[7]